# Mark Doyle
Marcus Andrew Doyle –conocido como Mark Doyle– (29 de mayo de 1963) es un deportista australiano que compitió en remo. Es hermano del también remero David Doyle.
Ganó una medalla de oro en el Campeonato Mundial de Remo de 1986, en la prueba de ocho con timonel.

## Palmarés internacional
| Campeonato Mundial | Campeonato Mundial       | Campeonato Mundial | Campeonato Mundial |
| Año                | Lugar                    | Medalla            | Prueba             |
| ------------------ | ------------------------ | ------------------ | ------------------ |
| 1986               | Nottingham (Reino Unido) | Medalla de oro     | Ocho con timonel   |